# Beverley Callard
Beverley Jane Moxon (Morley, Leeds; 28 de marzo de 1957), más conocida como Beverley Callard, es una actriz inglesa, conocida por interpretar a Liz McDonald en la serie Coronation Street.

## Biografía
Beverley es hija de Clive, un panadero y de Mavis Moxon, una concertista de piano. Tiene una hermana menor llamada, Stephanie Moxon. Beverley es dueña de un bar llamado "The White Horse" y de un restaurante llamado, "M30".
Es muy buena amiga de la actriz Anne Kirkbride.
El 19 de enero de 1974 a los 16 años ya embarazada se casó con el periodista Paul Atkinson en 1974, Beverley quedó embarazada sin embargo sufrió un aborto, dos años después la pareja le dio la bienvenida a su primera hija juntos, la ahora actriz Rebecca Callard, un año después en 1977 la pareja se divorció debido a que eran muy jóvenes y porque Paul tenía un lado violento cuando bebía.
En 1980 se casó con David Sowden, un maestro de economía, durante el matrimonio Beverley sufrió un aborto. La pareja se divorció en 1988 de forma amigable. 
En 1989 Beverley quedó embarazada de Steve Callard y la pareja se casó, poco después en 1990 tuvieron su primer hijo juntos, Joshua Callard; sin embargo el matrimonio terminó cuando Beverley descubrió que Steve le había sido infiel cuando ella se encontraba recuperándose del tratamiento para el cáncer cervical al cual se sometió.
El 30 de octubre de 2010 Beverley se casó con el constructor Jon McEwan, la pareja actualmente vive en Salford junto con el hijo de Jon, Ben McEwan.

## Carrera
En teatro interpretó a Jaqui Coryton en la obra Hay Fever, a Liz y Rita en Billy Liar y a la bruja malvada en Snow White.
Beverley ha lanzado libros y videos de ejercicios llamados Real Results, Rapid Results, Ultimate Results y Lasting Results.
El 27 de octubre de 1989 se unió al elenco de la exitosa serie británica Coronation Street donde interpretó a Liz McDonald hasta 1998, después de que Beverley decidiera irse de la serie para concentrarse en otros proyectos. Más tarde regresó a la serie en el 2000 y permaneció hasta el 2001, posteriormente hizo una aparición especial en el 2003 y poco después regresó de nuevo de forma permanente a la serie en el 2004 sin embargo en el 2010 anunció que dejaría la serie después de 21 años en el programa, su última aparición fue el 14 de abril de 2011, después de que su personaje decidiera mudarse. A finales de mayo del 2013 se anunció que Beverley regresaría a la serie en octubre del mismo año.
Del 2001 al 2003 interpretó a Flo Henshaw en la serie Two Pints of Lager and a Packet of Crisps.
En el 2008 apareció en un episodio del programa 60 Minute Makeover donde ayudó a un equipo a decorar su escuela.
Entre junio y diciembre del 2010 participó como presentadora del programa Loose Women. Ese mismo año participó en la tercera temporada de la serie All Star Mr and Mrs.

## Filmografía
Televisión:
| Año                                   | Título                                    | Papel           | Notas                                |
| ------------------------------------- | ----------------------------------------- | --------------- | ------------------------------------ |
| 1989 - 1998, 2000 - 2001, 2003 - 2011 | Coronation Street                         | Liz McDonald    | 933 episodios                        |
| 2004                                  | Mile High                                 | Carole          | episodio # 2.5                       |
| 2001 - 2003                           | Two Pints of Lager and a Packet of Crisps | Flo Henshaw     | 19 episodios                         |
| 2002                                  | The Bill                                  | Chrissie Hendry | episodio "014"                       |
| 2000                                  | Casualty                                  | Laura Hughes    | episodio "Sympathy for the Devil"    |
| 2000                                  | The Peter Principle                       | Barbara         | 6 episodios                          |
| 1987                                  | Screen Two                                | Policía         | episodio "Will You Love Me Tomorrow" |
| 1986                                  | Hell's Bells                              | -               | episodio "Back Page Story"           |
| 1984                                  | Dear Ladies                               | Estlísta        | episodio "Oh, Mr. Mayor"             |
| 1984                                  | Love and Marriage                         | Maquillista     | episodio "Lucifer"                   |
| 1983                                  | Emmerdale Farm                            | Angie Richards  | tv serie                             |
| 1983                                  | Shades of Darkness                        | Rhoda           | episodio "The Intercessor"           |

Apariciones:
| Año  | Programa            | Notas                       |
| ---- | ------------------- | --------------------------- |
| 2010 | All Star Mr and Mrs | concursante                 |
| 2010 | Loose Women         | presentadora - 18 episodios |
| 2008 | 60 Minute Makeover  | concursante                 |